# قزل-تو (شهرستان تونگ)
قزل-تو (به لاتین: Kyzyl-Tuu) یک منطقهٔ مسکونی در قرقیزستان است که در شهرستان تونگ واقع شده‌است. قزل-تو ۱٬۴۰۷ نفر جمعیت دارد.